# Rombach (Liederbach)
Der Rombach ist der gut 4 km lange rechte Quellbach des Liederbaches im hessischen Hochtaunuskreis.

## Name
Der Namensteil 'Rom' kommt von Mittelhochdeutsch rone, ron Baumstumpf, Klotz.

## Geographie

### Verlauf

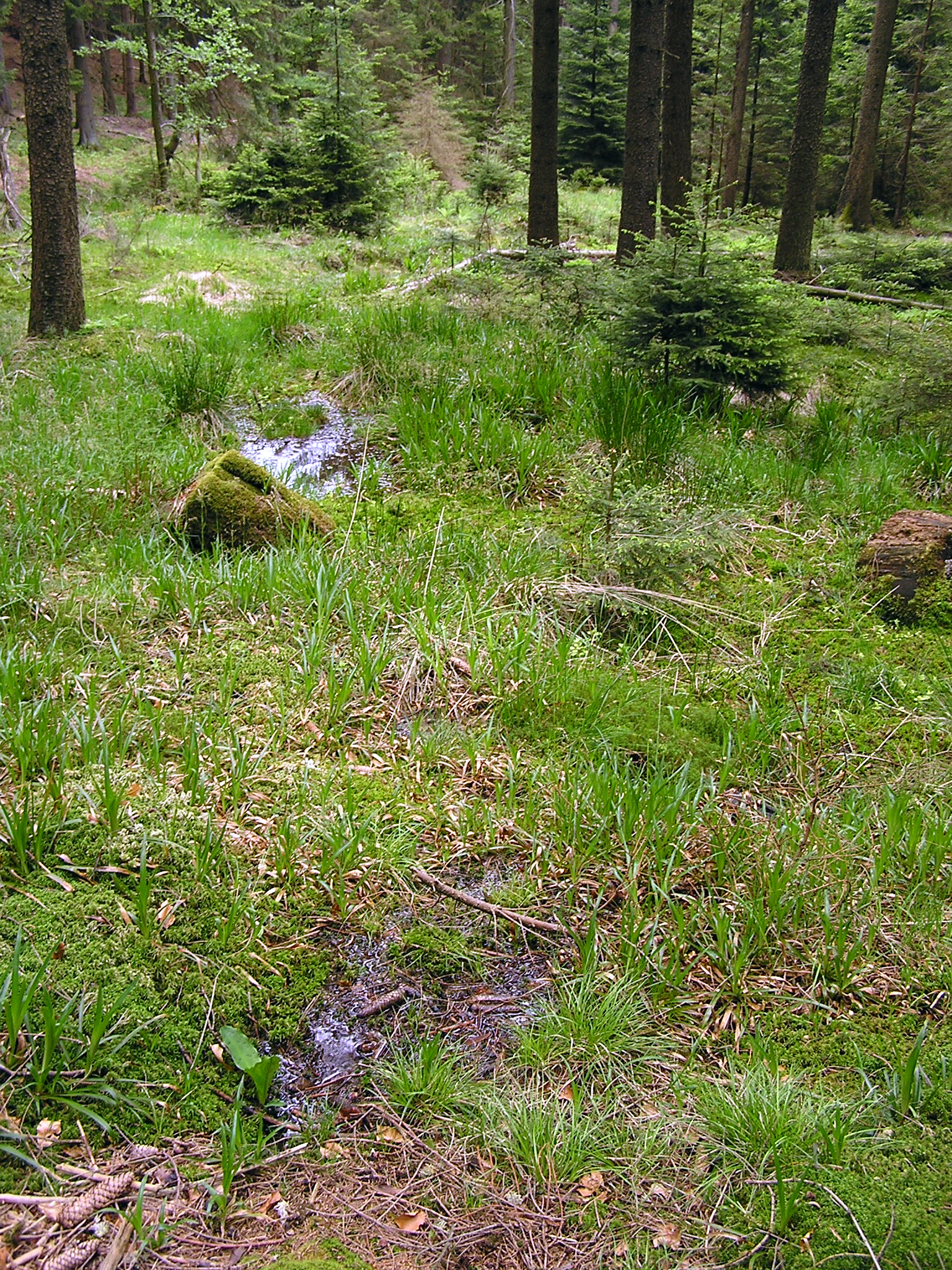
Quellgebiet

Das Quellgebiet des Rombaches befindet sich im Taunus am Hang des Rombergs in der Oberen Ödung, einem Nadelwaldgebiet nördlich von Königstein, nahe der Einmündung der Taunus-Hochstraße in die Limburger Straße (B 8).
In der Nähe der Quelle des Rombaches entspringen im Westen der Silberbach und dessen Zufluss der Kalbshecker Bach, der Emsbach im Norden und der Reichenbach im Osten.
Nach der Unterquerung der B 8 fließt er durch ein tief eingeschnittenes Tal südlich am Eselsheck vorbei durch die Untere Ödung. Hier befindet sich links das Naturschutzgebiet Schmittröder Wiesen. Der Baumbestand wechselt zwischen Nadelhölzern und alten Buchen- und Eichenbeständen. Beim Naturfreundehaus Königstein wechselt der Rombach die Richtung und fließt nun in südöstlicher Richtung an einer südlich von ihm liegenden Trinkwasserschutzzone vorbei. Dort teilt sich der Rombach.

Der Billtalwasserfall einst und heute
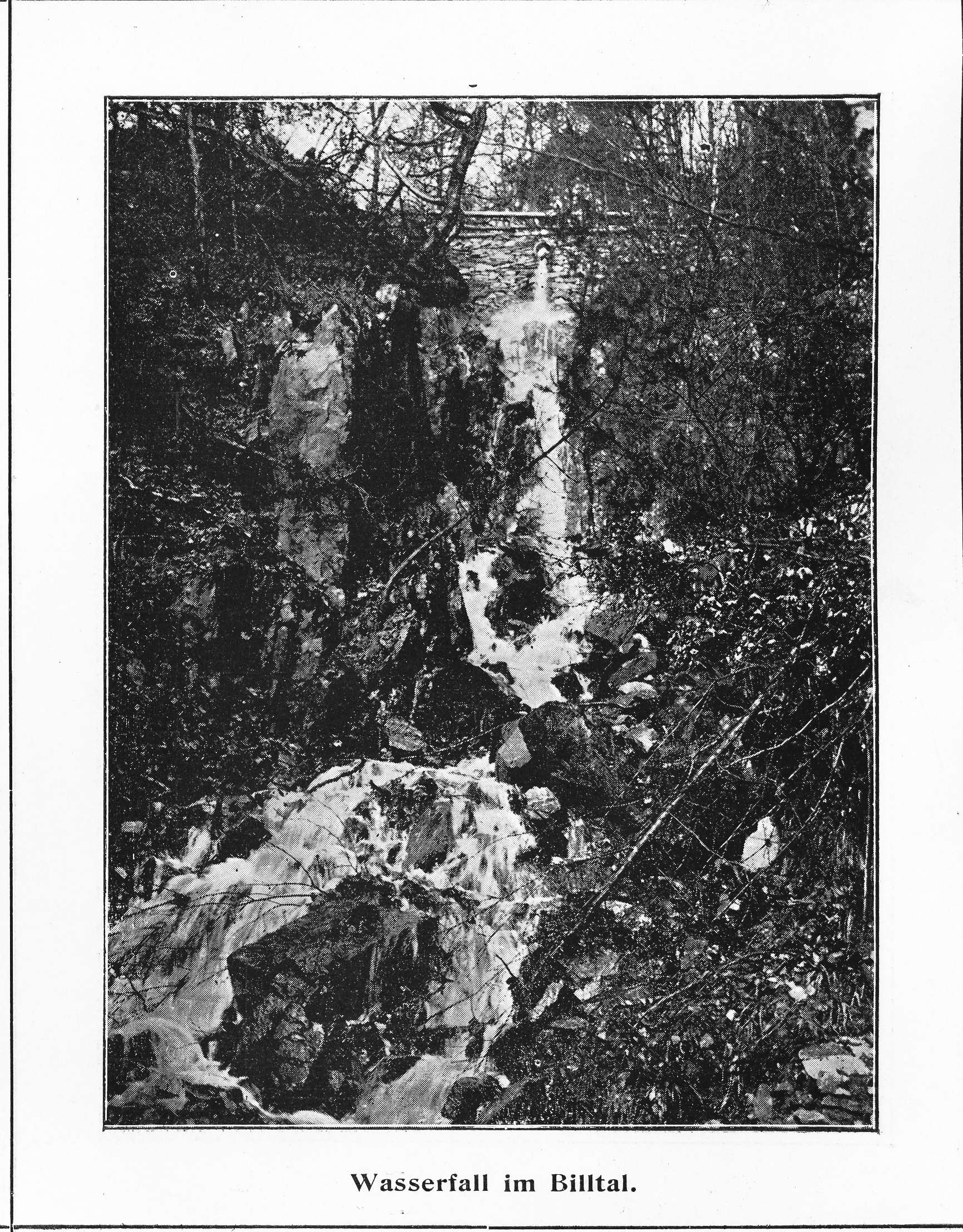
Vor 1900
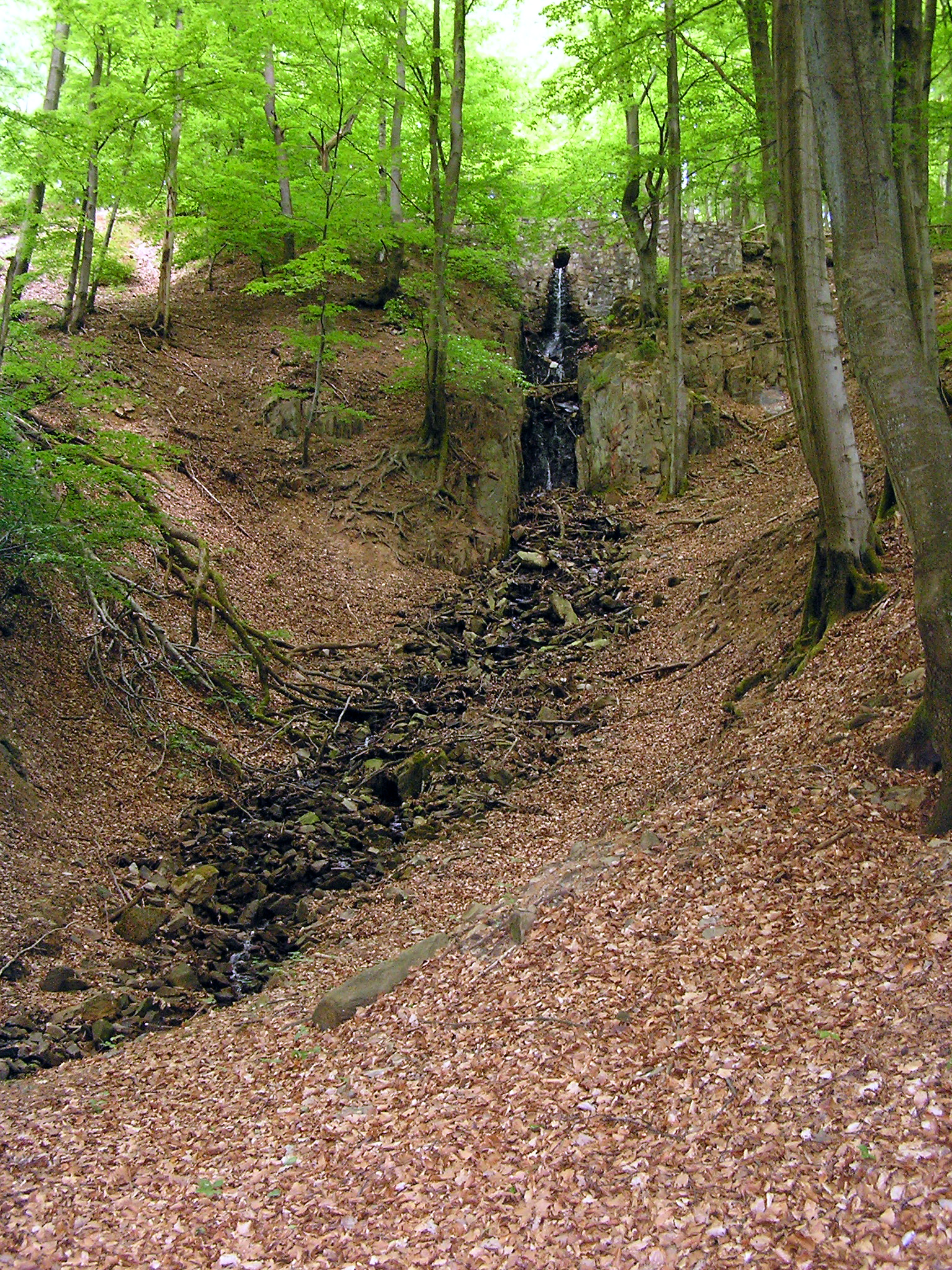
Heute

Der südliche Teil, der auch Billbach genannte natürliche Bachlauf, fließt im Tal nach Süden.
Der nördliche Teil durchfließt als, möglicherweise schon von den Römern angelegter, Hangkanal zunächst eine Reihe von kleinen Fischteichen. Bei der Billtalhöhe stürzt er im (oft trockenen) Billtal-Wasserfall, einem 50 m hohen Wasserfall mit gleitenden Fallstufen in das Tal zurück. Die Hauptfallstufe hat eine Höhe von 9 m.
Kurz vor dem Pumpwerk Billtal-Wasserwerk vereinen sich die beiden Bäche wieder.
Dort befindet sich auch das sogenannte Stoltze-Plätzi, ein früherer Aufenthaltsplatz des Dichters Friedrich Stoltze mit einem Gedenkstein.

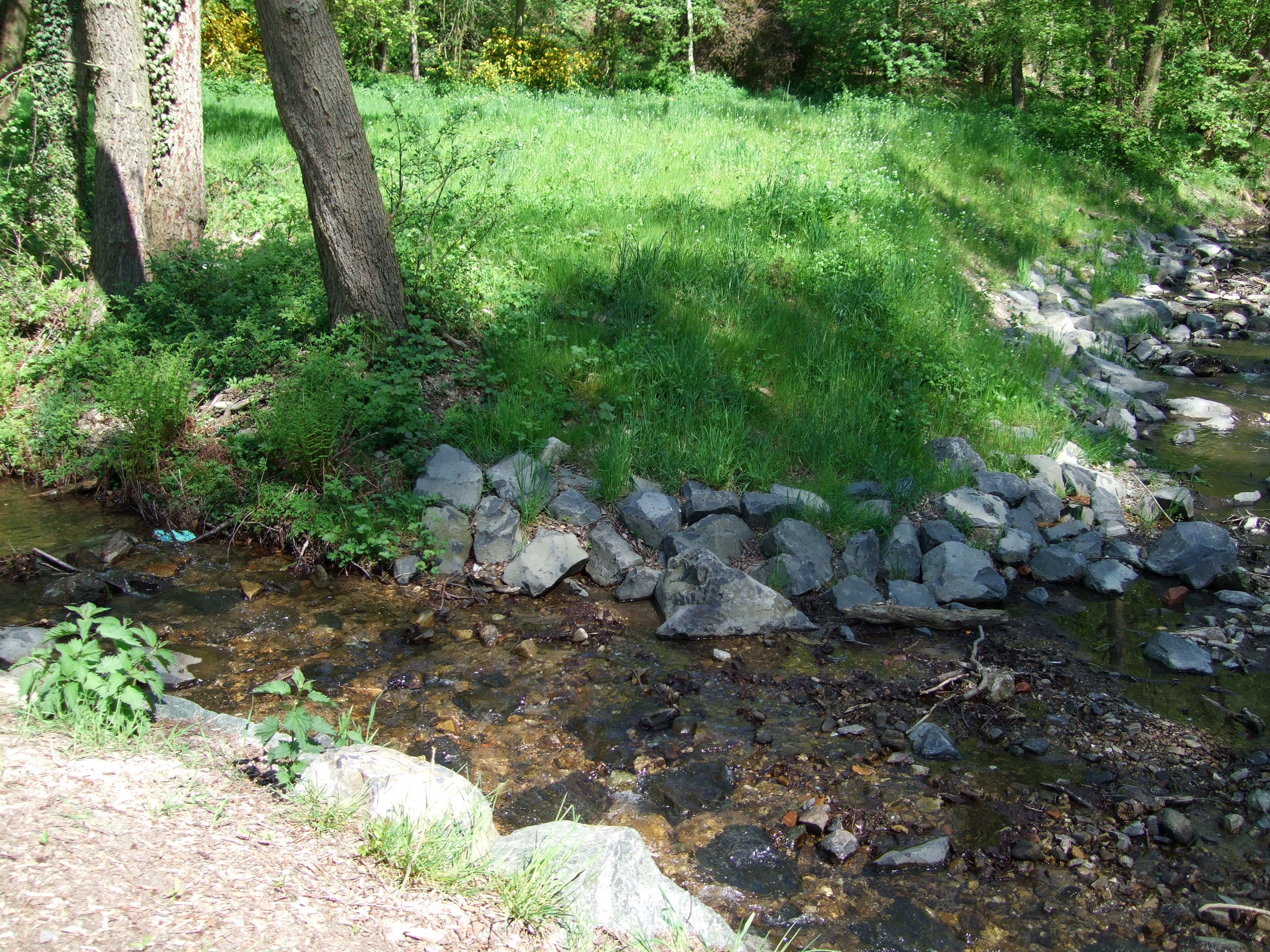
Zusammenfluss von Rom- und Reichenbach zum Liederbach

Der Weg des Rombachs führt westlich an dem etwa 540 m hohen Romberg und an der Ölmühlquelle (Nepomukquelle) vorbei. Ab dort weitet sich das enge Rombachtal, und an der Talsohle weicht der Wald einer Wiesenlandschaft. Südwärts durch das Billtal fließend erreicht der Rombach, nach Unterquerung des Ölmühlenweges, das Stadtgebiet von Königstein.
Er fließt östlich am Bangert vorbei, um sich dann nördlich der Stahlquelle auf einer Höhe von 320 m ü. NHN mit dem von Nordosten kommenden Reichenbach zum Liederbach zu vereinigen.
Der etwa 4,2 km lange Lauf des Rombachs endet ungefähr 290 Höhenmeter unterhalb seiner Quelle, er hat somit ein mittleres Sohlgefälle von etwa 69 ‰.

### Einzugsgebiet
Das 4,433 km² große Einzugsgebiet des Rombachs liegt im Taunus und wird durch ihn über den Liederbach, den Main und den Rhein zur Nordsee entwässert.
Es grenzt
- im Nordosten und Osten an das Einzugsgebiet des Reichenbachs;
- im Südwesten an das des Krebsbach, der über den Fischbach und den Schwarzbach in den Main entwässert;
- im Westen an das Einzugsgebiet des Silberbachs, der über den Dattenbach in den Schwarzbach entwässert und an das des Silberbachzuflusses Kalbshecker Bach;
- im Nordwesten an das des Emsbachs, der in die Lahn mündet und
- im Norden an das des Lahnzuflusses Weil.

Der nördliche Teil des Einzugsgebiets ist bewaldet und den südlichen Bereich teilen sich Grünland und das Siedlungsgebiet von Königstein.
Die höchste Erhebung ist der Kleine Feldberg mit einer 825,2 m ü. NHN im Norden des Einzugsgebiets.

## Geologie

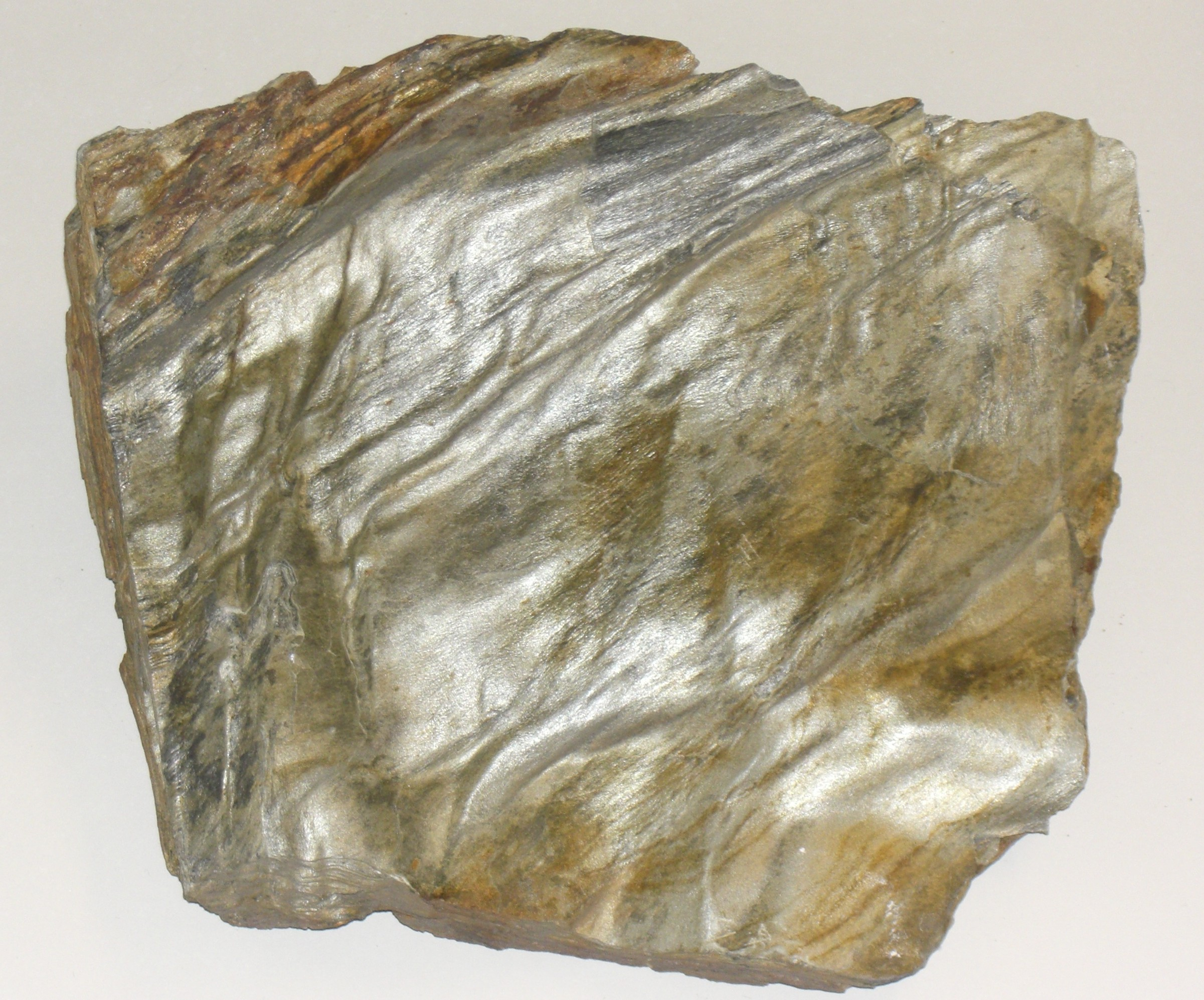
Phyllit

Das untere Rombachtal ist von Resten alter Flussterrassen geprägt. Der Untergrund besteht zumeist aus Phyllit, auf dem sich Ranker und Ranker-Braunerden (z. B. beim Romberg) gebildet haben. Im Falle äolischer Sedimentauflagen (Löss, Laacher Bimstuff) bildeten sich Braunerden, ebenso auf den wechselnd lagernden Lehmen, Sanden und Kiesen der Talsohle. In den Auebereichen des Rombaches kommen auch Nassgleye vor.

## Natur und Umwelt

### Wassergüte
Der Rombach zeichnet sich durch seine hohe Wassergüte aus. An seinem Oberlauf hat er die Wassergüte I/I-II und im Mündungsbereich die Güteklasse II. Auch seine Gewässerstruktur ist hydromorphologisch-strukturell in einem guten Zustand. In weiten Bereichen ist er noch weitgehend naturnah belassen.

### Fauna
Das Rombachtal ist ein artenreicher Biotop. Es kommen dort verschiedene (z. T. auch seltene) Schmetterlinge, Heuschrecken, Lurchen, Kriechtiere, Vögel und Fledermäuse vor:
Insekten

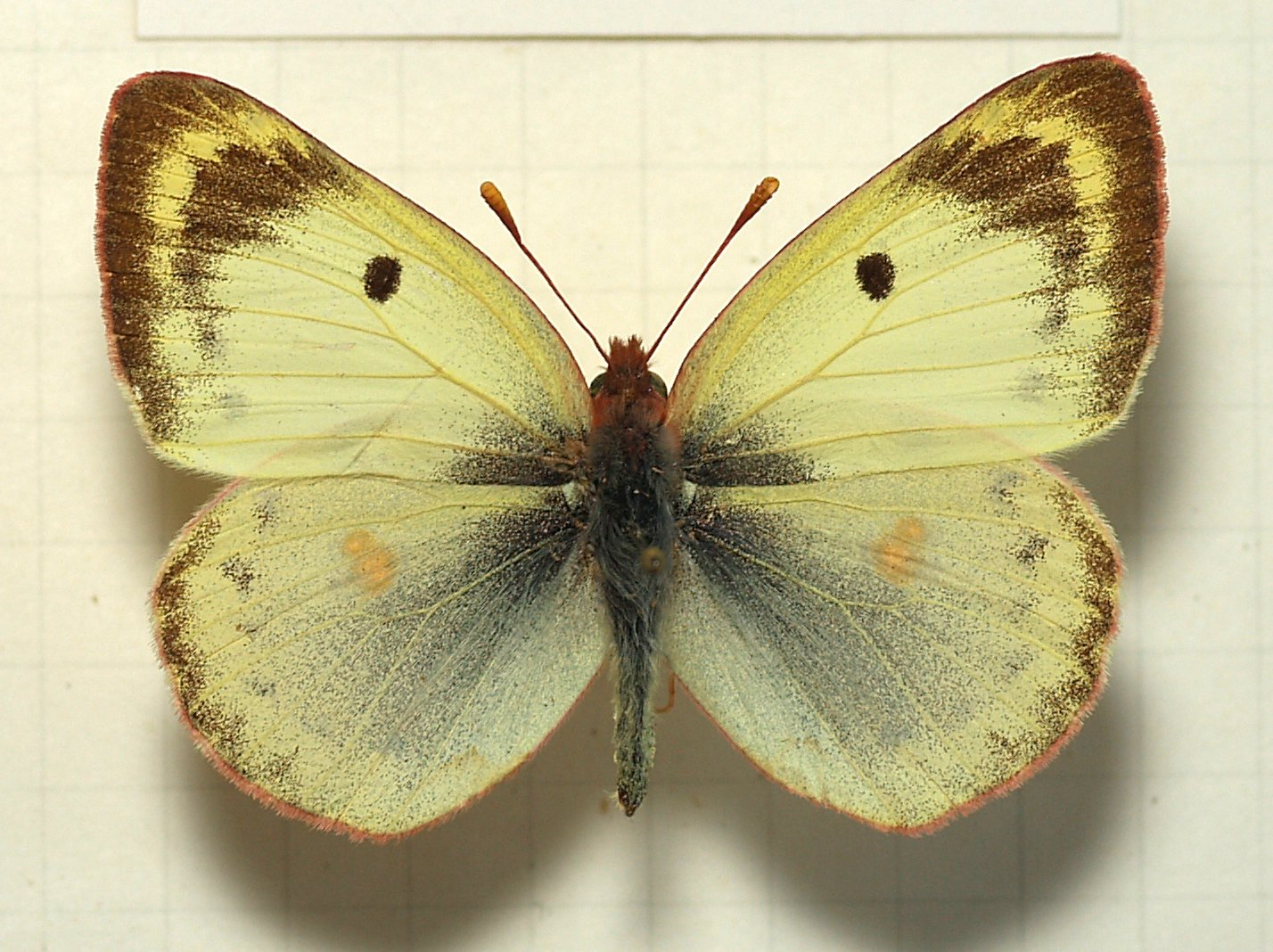
Goldene Acht, Flügeloberseite

- Tagfalter: Goldene Acht, Dunkler Wiesenknopf-Ameisenbläuling, Heller Wiesenknopf-Ameisenbläuling und Ulmen-Zipfelfalter
- Heuschrecken: Heidegrashüpfer

Lurche
- Schwanzlurche: Feuersalamander, Bergmolch, Teichmolch und Fadenmolch
- Froschlurche: Erdkröte und Grasfrosch

Kriechtiere
- Zauneidechse, Waldeidechse, Blindschleiche und Ringelnatter

Vögel

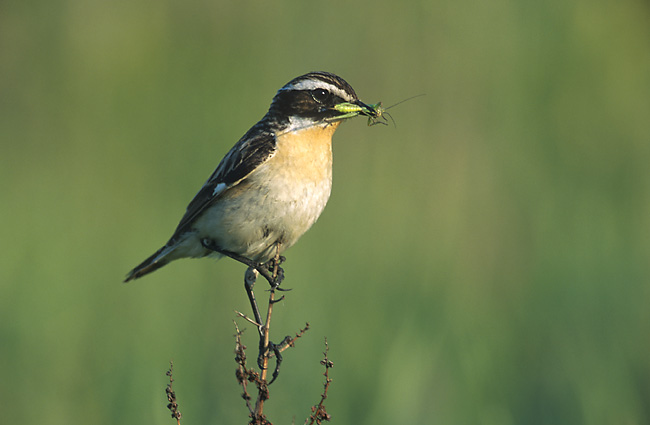
Braunkehlchen

- Singvögel: Braunkehlchen, Gartenrotschwanz, Feldlerche, Grauammer, Wasseramsel, Dorngrasmücke, Neuntöter und Feldsperling
- Spechte: Grauspecht, Grünspecht, Mittelspecht, Kleinspecht und Schwarzspecht
- Eulen: Steinkauz und Raufußkauz
- Greifvögel: Rotmilan und Baumfalke
- sonstige Vögel: Waldschnepfe und Eisvogel

Säugetiere
- Fledermäuse: Bechsteinfledermaus, Großes Mausohr, Fransenfledermaus, Braunes Langohr, Graues Langohr, Großer Abendsegler, Zwergfledermaus, und Wasserfledermaus
- andere Kleinsäuger: Wasserspitzmaus, Feldspitzmaus, Eichhörnchen und Feldhase

## Freizeit und Erholung
Das Rombachtal ist durch Rad- und Wanderwege gut erschlossen. Als Ausflugszielpunkte bieten sich der Romberg, der Bangert und das enge Tal am Oberlauf des Rombaches an.